# Pleopeltis angusta
Pleopeltis angusta är en stensöteväxtart som beskrevs av Alexander von Humboldt, Aimé Bonpland och Carl Ludwig Willdenow.
Pleopeltis angusta ingår i släktet Pleopeltis och familjen Polypodiaceae. Utöver nominatformen finns också underarten Pleopeltis angusta stenoloma.